# 2. september
2. september er dag 245 i året i den gregorianske kalender (dag 246 i skudår). Der er 120 dage tilbage af året.
- Elisas dag, efter profeten Elisa.
- Biskop Vilhelms helgendag.

### Begivenheder
Født - Dødsfald
- 1666 - En brand i et bageri i London breder sig til store dele af byen. Under branden, som varer fire døgn, nedbrænder over 13.000 bygninger, ca 10% af byen. Saint Paul's Cathedral er blandt de ramte bygninger.
- 1686 - Den tyske hær under ledelse af hertug Karl af Lothringen tilbageerobrer Buda fra tyrkerne, som har holdt byen besat i 145 år.
- 1773 - Forbud mod privat brændevinsbrænding på landet.
- 1807 - Om aftenen begynder Københavns bombardement med brandbomber og fosforraketter fra engelske stillinger rundt om hovedstaden - verdens første terrorbombardement af civile.
- 1870 - Ved Slaget ved Sedan under Den fransk-preussiske krig lider de franske tropper nederlag og Napoleon 3. tages til fange.
- 1914 - Det Osmanniske Rige begynder en generalmobilisering.
- 1945 - Japan underskriver på slagskibet USS Missouri den Japans betingelsesløse overgivelse og 2. verdenskrig afsluttes.
- 1945 - Kommunistlederen leader Ho Chi Minh udråber Nordvietnam som selvstændig socialistisk republik.
- 1995 - Museet Rock and Roll Hall of Fame åbner i Cleveland, Ohio, USA.

### Født
- 1811 - Jacob Christian Jacobsen, dansk brygger og mæcen (død 1887).
- 1837 - Carl Thrane, dansk musikhisoriker (død 1916).
- 1853 - Wilhelm Ostwald, tysk kemiker og modtager af Nobelprisen i kemi 1909 (død 1932).
- 1905 - Knud Ejler Løgstrup, dansk filosof (død 1981).
- 1911 - Erich Fritz Reuter, tysk billedhugger (død 1997).
- 1913 - Else Colber, dansk skuespiller (død 1954).
- 1917 - Bodil Kjer, dansk skuespillerinde (død 2003).
- 1930 - Jens Peter Fisker, dansk politiker og amtsborgmester (død 2009).
- 1950 - Kristian Dahl Hertz, dansk bygningsingeniør og professor
- 1952 - Jimmy Connors, amerikansk tennisspiller.
- 1955 - Erik Valeur, dansk journalist.
- 1964 - Keanu Reeves, canadisk skuespiller.
- 1966 - Salma Hayek, mexicansk skuespillerinde.
- 1981 - Mark Lynch, engelsk fodboldspiller
- 1983 - Kamilla Kristensen, dansk håndboldspiller

### Dødsfald
- 1872 - N.F.S. Grundtvig, dansk forfatter, filosof, historiker, præst og politiker (født 1783).
- 1935 - Sophie Breum, dansk forfatter (født 1870).
- 1936 - N.Th. Neergaard, dansk politiker, historiker og konsejlspræsident (født 1854).
- 1937 - Pierre de Coubertin, grundlægger af de moderne Olympiske Lege (født 1863).
- 1957 - Peter Freuchen, dansk journalist, forfatter og polarforsker (født 1886).
- 1967 - Theodor Christensen, dansk filminstruktør (født 1914).
- 1969 - Ho Chi Minh, vietnamesisk revolutionær og præsident for Nordvietnam (født 1890).
- 1973 - J.R.R.  Tolkien, engelsk forfatter (Ringenes Herre) (født 1892).
- 2005 - Holger Munk, dansk skuespiller (født 1924).
- 2008 - Arne Domnérus, svensk jazzmusiker (født 1924).
- 2008 - Niels Jørgensen, dansk medlem af Blekingegadebanden (født 1954).
- 2012 - Emmanuel Nunes, portugisisk komponist (født 1941).
- 2016 - Islam Karimov, usbekisk præsident (født 1938).

|  | Denne datoartikel kan blive bedre, hvis der indsættes et (bedre) billede Du kan hjælpe ved at afsøge Wikimedia Commons for et passende billede eller uploade et godt billede til Wikimedia Commons iht. de tilladte licenser og indsætte det i artiklen. |